# Gemifloxacino
El Gemifloxacino mesilato (nombre comercial Factive) es un agente antibacteriano de quinolona oral de amplio espectro utilizado en el tratamiento de la exacerbación bacteriana aguda de bronquitis crónica y neumonía leve a moderada. 

## Indicaciones
Gemifloxacino está indicado para el tratamiento de infecciones causadas por cepas susceptibles de los microorganismos designados en las condiciones enumeradas a continuación.
- Exacerbación bacteriana aguda de bronquitis crónica causada por S. pneumoniae, Haemophilus influenzae, Haemophilus parainfluenzaeo Moraxella catarrhalis
- Neumonía adquirida en la comunidad (de gravedad leve a moderada) causada por S. pneumoniae (incluyendo cepas multirresistentes, Haemophilus influenzae, Moraxella catarrhalis, Mycoplasma pneumoniae, Chlamydia pneumoniaeo Klebsiella pneumoniae)

## Microbiología
Se ha demostrado que el gemifloxacino está activa contra la mayoría de las cepas de los siguientes microorganismos:
Microorganismos aeróbicos gram-positivos – Streptococcus pneumoniae
incluyendo Streptococcus pneumoniae multirresistente (MDRSP). MDRSP incluye aislados anteriormente conocidos como PRSP (Streptococcus pneumoniaeresistente a la penicilina), y son cepas resistentes a dos o más de los siguientes antibióticos: penicilina, cefalosporinasde 2ª generación, por ejemplo, cefuroxime, macrólidos, tetraciclinas y trimetoprim/lfasumethoxazole.
Staphylococcus aureus y Streptococcus pyogenes
Microorganismos aeróbicos gram-negativos – Haemophilus influenzae, Haemophilus parainfluenzae, Klebsiella pneumoniae (muchas cepas son moderadamente susceptibles), Moraxella catarrhalis, Acinetobacter lwoffii, Klebsiella oxitoca, Legionella pneumophila, Proteus vulgaris.
Otros microorganismos – Clamidia pneumoniae, Mycoplasma pneumoniae

## Hallazgos actuales
Un estudio reciente mostró que la gemifloxacina posee actividades anti-metastásicas contra el cáncer de mama in vitro e in vivo (en ratones).